# Svansjökulle och Bokeliden
Svansjökulle och Bokeliden är en av SCB avgränsad och namnsatt småort i Marks kommun. Den omfattar bebyggelse i de två sammanväxta orterna i Sätila socken i Västergötland.